# Braisering
Braisering (fra det franske ord braiser) er en kombinations-tilberedningsmetode, der bruger både våd og tør varme: typisk brunes maden først ved høj temperatur, hvorefter den simrer i en tildækket gryde i kogevæske (såsom vin, bouillon, kokosmælk eller øl).
Braisering ligner stuvning, men braisering sker med mindre væske og bruges normalt til større udskæringer af kød. Braisering af kød omtales ofte som grydestegning, selvom nogle forfattere skelner mellem de to metoder, baseret på om der tilsættes yderligere væske. Osso buco og coq au vin er velkendte braiserede kødretter, og teknikken kan også bruges til at tilberede fisk, tempeh, tofu eller frugt og grønt.